# Cristián Torralbo
Cristian Vicente Torralbo Muñoz (Castro, 20 de abril de 1984) es un exfutbolista chileno que jugaba de portero.

## Carrera
Sus inicios en el fútbol los realizó en las divisiones inferiores de Huachipato, alternó en la Tercera División y fue ascendido al primer equipo en 2006. Antes, estuvo cedido en Fernández Vial y Deportes Arica.
A fines de 2007 es finiquitado en Huachipato. En enero de 2008 es fichado por Lota Schwager para jugar en la Primera B, equivalente a la Segunda División. Para el Torneo de Clausura 2009 ficha por Everton de Viña del Mar. En junio del año 2010 ficha por Unión San Felipe como refuerzo para el Campeonato Nacional y la Copa Sudamericana 2010. Este 2012 se convierte en jugador de Deportes Temuco. 
Desde 2016 defiende los colores del club amateur Estrella del Sur de la ciudad de Castro en su natal Chiloé.

## Clubes
| Club             | País  | Año       |
| ---------------- | ----- | --------- |
| Fernández Vial   | Chile | 2004      |
| Deportes Arica   | Chile | 2005      |
| Huachipato       | Chile | 2006-2007 |
| Lota Schwager    | Chile | 2008-2009 |
| Everton          | Chile | 2009-2010 |
| Unión San Felipe | Chile | 2010-2011 |
| Deportes Temuco  | Chile | 2012      |
| Unión San Felipe | Chile | 2013-2014 |